# José María Torres García
José María Torres García (Súria, 1962) és un excampió del món de karate i emprenedor.
Com a esportista va ser membre de la selecció nacional espanyola i va arribar a ser campió del món de karate en dues ocasions (1980 i 1992), 5 d'Europa i 10 d'Espanya. El 2002, va crear, amb el seu germà, Numintec, empresa de tecnologia especialitzada en informàtica al núvol de l'àmbit de la telefonia. Va produir el musical "Boig per tu" (2013). També el curtmetratge "El corredor" (2015), guardonat amb un Premi Goya l'any 2016, Millor Curt Europeu a la Setmana Internacional de Cinema de Valladolid el 2016 i millor curt als Premis Gaudí 2015.